# Ragnar Fogelmark
Karl Algot Ragnar Fogelmark (Visby, 15 marzo 1888 – Karlstad, 20 settembre 1914) è stato un lottatore svedese, specializzato nella lotta greco-romana.

## Biografia
Originario di Visby, fu tesserato per la polisportiva Djurgårdens Idrottsförening di Stoccolma. 
Rappresentò la Svezia ai Giochi olimpici estivi di Stoccolma 1912, dove fu eliminato al secondo turno del torneo dei pesi mediomassimi, dove rimediò due sconfitte per schienamento contro il finlandese Jussi Salila e il danese Johannes Eriksen.
Due anni dopo, ventiseienne, si suicidò a Karlstad.